# Xã St. Joseph, Quận Williams, Ohio
Xã St. Joseph (tiếng Anh: St. Joseph Township) là một xã thuộc quận Williams, tiểu bang Ohio, Hoa Kỳ. Năm 2010, dân số của xã này là 2.827 người.